# Rhynchosia mantaroensis
Rhynchosia mantaroensis är en ärtväxtart som beskrevs av James Francis Macbride. Rhynchosia mantaroensis ingår i släktet Rhynchosia och familjen ärtväxter.

## Underarter
Arten delas in i följande underarter:
- R. m. cuprinervia
- R. m. mantaroensis